# Kurie (Römisches Reich)
Die Kurien waren ursprünglich 30 Abteilungen, in welche die drei Stämme der altrömischen Vollbürger oder Patrizier (die Ramnes, Tities und Luceres) sich gliederten. Jede derselben enthielt eine Anzahl Geschlechter, und sie bildeten die Grundlage der ältesten und bis auf Servius Tullius  zurückgehenden, einzigen Art der Volksversammlungen, den comitia curiata, in denen nach Kurien abgestimmt wurde. Jede derselben hatte ihren Vorsteher, Curio genannt, und alle zusammen einen Obervorsteher, Curio maximus, und von diesen Kurionen wurden mit Hilfe eines Opferpriesters (Flamen curialis) auch die besonderen gottesdienstlichen Handlungen (sacra) verwaltet, die jeder Kurie oblagen.

## Geschichte
In der Republik war die Volksversammlung oberstes Organ. In dieser Versammlung (comitia von lat. „comire“, zusammenkommen) wurde über Krieg und Frieden entschieden, hier wurden Beamte gewählt und Gesetze beschlossen. Das Volk trat in bestimmten Verbänden organisiert auf. Die ausgereifte republikanische Verfassung kannte drei verschiedene Gliederungsformen der Gemeinde, nämlich comitia curiata, die comitia centuriata und die comitia tributa. Diese entstanden zu unterschiedlicher Zeit und unterschieden sich voneinander.
Die Kurienversammlung (comitia curiata) repräsentiert mit Sicherheit die älteste Volksversammlung der Römer (6. Jahrhundert v. Chr., wobei die Anfänge weiter zurückgehen). Die Gemeindegenossen gliederten sich in der Kurienversammlung nach Kurien. Diese Kuriatkomitien bestanden aus 30 Amtsdienern (Liktoren), von denen jeder eine Kurie darstellt. Der Schwerpunkt dieser Kuriatkomitien lag höchstwahrscheinlich im sakralen Bereich, insbesondere bei der adrogatio-Annahme eines gewaltfreien Bürgers durch einen anderen an Kindes statt und der Errichtung des testamentum calatis comitiis (Testament vor den zusammengerufenen Komitien).
In Kurien, Zenturien oder Tribus formierte sich die Bürgerschaft nur zum Zwecke der Abstimmung. Die Bürgerschaft besaß kein Initiativrecht, dieses hatte lediglich der vorsitzende Magistrat. Die Verbände konnten die vom Magistrat eingebrachten Gesetzesanträge (rogationes) oder Wahlvorschläge entweder annehmen oder verwerfen.